# Ganggrab 3 von Hjortegårdene

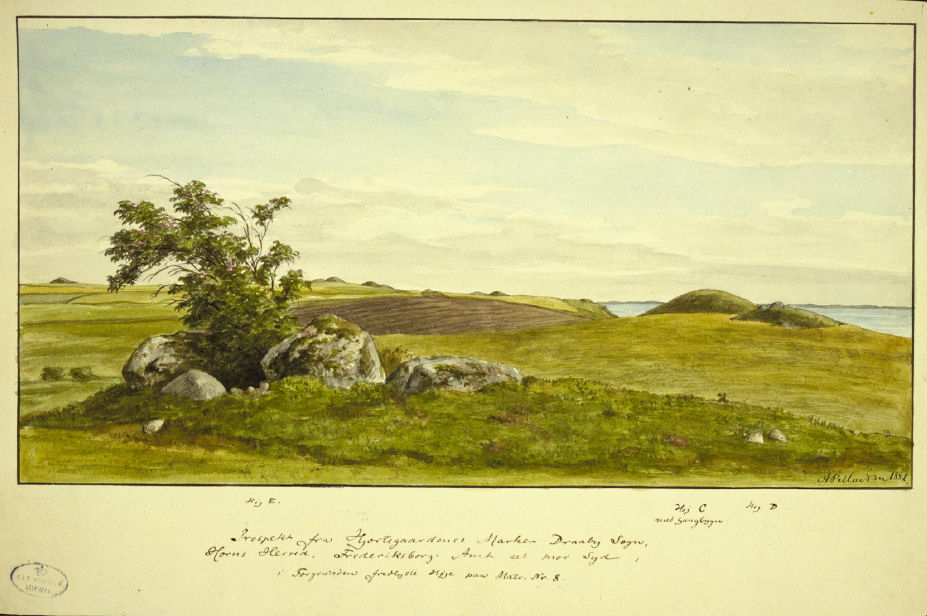
Grabhügel in Hjortegårdens mark – Aquarell von Andreas Peter Madsen

Das Ganggrab 3 von Hjortegårdene (auch Hjortegårdene Jættestue 3 oder Distriktet Skoven genannt) liegt auf privatem Grund im Norden der Halbinsel Hornsherred bei Frederikssund auf der dänischen Insel Seeland. Die Megalithanlage aus der Jungsteinzeit wurde von den Leuten der Trichterbecherkultur (TBK) zwischen 3500 und 2800 v. Chr. errichtet. Das Ganggrab ist eine Bauform jungsteinzeitlicher Megalithanlagen, die aus einer Kammer und einem baulich abgesetzten, lateralen Gang besteht. Diese Form ist primär in Dänemark, Deutschland, den Niederlanden und Skandinavien sowie vereinzelt in Frankreich zu finden.
Das ausgegrabene, gut erhaltene und 1989 restaurierte Ganggrab liegt in einem etwa 3 Meter hohen, leicht ovalen Erdhügel von etwa 17 × 16 Metern Durchmesser. Die Kammer besteht aus neun Trag- und drei Decksteinen. Vom Gang sind acht Trag-, drei Decksteine und ein Verschlussstein erhalten.
In der Nähe liegt eine große Anzahl neolithischer Gräber, darunter die weitgehend zerstörten Ganggräber (Hjortegårdene Jættestue 1 und 2) und die gut erhaltenen Runddysser von Hjortegårdene.